# Brynjolf Bjorgolfsson
Brynjolf Bjorgolfsson fue un poderoso caudillo vikingo y bóndi de la isla de Torgar, Hålogaland, Noruega a finales del siglo IX. Brynjolf era tan grande y fuerte como su padre Bjorgolf y las gentes de Hålogaland decían que eran descendientes de jotuns. Bjorgolf y Brynjolf recibían tributo de los sami.
En una expedición vikinga Bjorgolf llegó a Leka, donde vivía otro bóndi llamado Hogni que tenía una hija, Hildirid y le ofreció una onza de oro por ella pero debía compartir lecho a partir de esa misma noche, sin esperar casarse. Hogni no tuvo más remedio que aceptar, pues Bjorgolf iba acompañado de veinte vikingos y otros diez guardando su nave. Brynjolf mantuvo silencio.
Bjorgolf e Hildirid tuvieron dos hijos gemelos Harek y Hrærek y a su muerte Brynjolf no dudó en devolver a Hildirid y sus hijos de vuelta a la hacienda de Hogni y se conocieron como los hermanos Hildiridarson. Los hermanos serían instigadores de la muerte de Thorolf Kveldulfsson.
Brynjolf tenía un hijo de la misma edad que los gemelos, Barð Brynjolfsson que más tarde sería miembro del hird de Harald I de Noruega.